# Dahma bint Yahya
Dahma bint Yahya, décédé en 1434, est une savante et poétesse yéménite, connue pour ses travaux et œuvres littéraires sur la syntaxe, les lois, la métaphysique, l'astronomie, l'astrologie et la chimie.

## Biographie
Elle est la fille du savant Yaḥyā Ibn al-Murtaḍā et la sœur de l'imam Al-Mahdī Aḥmad ibn Yaḥyā. Après avoir étudié sous l'égide de son frère, elle devient écrivaine elle-même. Elle enseigna dans des écoles de Thulā.
Elle décède en 1434.

## Œuvres
- Sharh al-Azhar, 4 vols.
- Sharh al-Manzuma
- al-Kufi
- Sharh Mukhtasar al-Muntaha